# Fryderyk za album roku muzyka kameralna – wokalna
Fryderyk za album roku muzyka kameralna – wokalna – polska nagroda muzyczna Fryderyk, przyznawana corocznie od roku 2024 w sekcji muzyki klasycznej w kategorii album roku muzyka kameralna – wokalna. Honoruje wykonawców za album z wokalną muzyką kameralną. Fryderyki są przyznawane od 1995 przez Związek Producentów Audio-Video (ZPAV) za osiągnięcia w rodzimym przemyśle muzycznym. Od 2000 za wyłanianie nominowanych, a następnie laureatów odpowiedzialna jest powołana przez ZPAV Akademia Fonograficzna.
Kategoria została wprowadzona podczas 30. edycji, Fryderyków 2024, w wyniku wydzielenia z kategorii album roku muzyka kameralna – duety i album roku muzyka kameralna – większe składy.
Urszula Krygier jako jedyna wygrała w kategorii 2 nagrody.

## Laureaci i nominowani
Kolor złoty oznacza nagrodzony album i laureatów.
| Rok  | Album                                                | Nominowani | Źr.   |
| ---- | ---------------------------------------------------- | --- | ----- |
| 2024 | Władysław Żeleński – Pieśni wszystkie                | Łukasz Hajduczenia (baryton), Monika Korybalska (mezzosopran), Karol Kozłowski (tenor), Mischa Kozłowski (fortepian), Urszula Kryger (mezzosopran), Ewa Leszczyńska (sopran), Julia Malik (sopran), Grzegorz Mania (fortepian), Magdalena Molendowska (sopran), Marta Mołodyńska-Wheeler (fortepian), Sylwia Olszyńska (sopran), Julia Samojło (fortepian), Agata Schmidt (mezzosopran), Katarzyna Ewa Sokołowska (fortepian), Olga Tsymbaluk (fortepian) i Bartłomiej Wezner (fortepian) | [ 4 ] |
| 2024 | From Secession to Distortion                         | Tomasz Konieczny (bas-baryton) i Lech Napierała (fortepian) | [ 4 ] |
| 2024 | Mieczysław Wajnberg – Pieśni                         | Aleksandra Kubas-Kruk (sopran), Anna Bernacka (mezzosopran) i Monika Kruk (fortepian) | [ 4 ] |
| 2024 | Stanisław Moniuszko – Pieśni vol. 8                  | Joanna Freszel (sopran), Anna Mikołajczyk-Niewiedział (sopran), Anna Simińska (sopran) i Jolanta Pszczółkowska-Pawlik (fortepian) | [ 4 ] |
| 2024 | Vocal Music by Romuald Twardowski                    | Dorota Całek (sopran) i Antoni Lichomanow (fortepian) | [ 4 ] |
| 2025 | Ludomir Różycki: Pieśni zebrane                      | Urszula Kryger (mezzosopran), Paweł Cłapiński (fortepian) | [ 5 ] |
| 2025 | Chopin, Gablenz, Karłowicz… – Songs                  | Tomasz Zagórski (tenor), Jacek Kortus (fortepian) | [ 5 ] |
| 2025 | Complete Songs of Ignacy Jan Paderewski              | Marzena Michałowska (sopran), Małgorzata Sajna-Mataczyńska (fortepian) | [ 5 ] |
| 2025 | Here I Am! Songs of Karol Szymanowski                | Agnieszka Rehlis (mezzosopran), Aleksandra Kubas-Kruk (sopran), Magdalena Blum (fortepian) | [ 5 ] |
| 2025 | Łukaszewski, Rogowski, Zarzycki, Sawa: Hear the Time | Dorota Całek (sopran), Jakub Jakowicz (skrzypce), Tomasz Strahl (wioloneczela), Urszula Świerczyńska (fortepian), Alicja Wołyńczyk-Raniszewska (saksofon) | [ 5 ] |

## Statystyki
| Liczba | Osoba/zespół   | Lata       |
| ------ | -------------- | ---------- |
| 2      | Urszula Kryger | 2024, 2025 |

| Liczba | Osoba/zespół          | Lata       |
| ------ | --------------------- | ---------- |
| 2      | Aleksandra Kubas-Kruk | 2024, 2025 |
| 2      | Dorota Całek          | 2024, 2025 |
| 2      | Urszula Kryger        | 2024, 2025 |